# سائو فلیکس دو کوریب
سائو فلیکس دو کوریب (به پرتغالی: São Félix do Coribe) یک شهر در ایالت باهیا در منطقه شمال شرقی برزیل است.